# Gyergyóújfalu
Gyergyóújfalu (románul Suseni, németül Hochfeld) falu Romániában, Hargita megyében.

## Fekvése
Gyergyószentmiklóstól 12 km-re délnyugatra, a Visszafolyó-patak Marosba ömlésénél fekszik.

## Története
A falu eredetileg a mai Katorzsa nevű határrészen feküdt, de a Maros áradásai miatt a Gál család birtokára, a község mai helyére a Visszafolyó-patak Marosba való torkollásához költözött. 1567-ben említik először Wijfalw néven. 1576-ban már virágzó plébániája volt, a Barátos nevű helyen az eredeti templom helyére épített kis templom azonban 1762-ben összedőlt. Mai Sarlós Boldogasszony temploma 1825 és 1830 között épült, tornya 1844-ben készült.
A falu törvényei 1581-ben íródtak, ez a Székelyföld legrégebbi ilyen dokumentuma (a zaláni néhány hónappal később íródott). 1596-ban a Gál András felkelés alkalmával felégették, a felkelt székelyek ugyanis itt próbálták megállítani Báthory Zsigmond és Apafi Miklós seregét. Az elesetteket a templom melletti Sírhalom nevű helyre temették. 1630-ban és 1658-ban a tatárok pusztították.
1707-ben az osztrákok Marosfőnél szétverték Both András kuruc seregét, mely után a falut felégették. A Vaslábra menő út mellett emlékmű hirdeti a csata emlékét. 1717-ben pestis pusztított. 1910-ben 4225 lakosából 3950 magyar, 171 német, 65 rutén, 18 szlovák. A trianoni békeszerződésig Csík vármegye Gyergyószentmiklósi járásához tartozott. 1992-ben 5613 túlnyomórészt magyar lakosa volt.

## Látnivalók
- Itt van Románia legnagyobb kőbányája, ahol andezitet is bányásznak.
- Területe borvízben rendkívül gazdag, borvízét „Hajnal” néven palackozták.

## Híres emberek
- Itt született 1913-ban Szántó Árpád fizikus, fizikai szakíró, egyetemi oktató.
- Itt született 1913-ban Székely Károly kutató orvos, orvosi szakíró, egyetemi oktató.
- Itt született 1936-ban Domokos Péter irodalomtörténész, nyelvész, a finnugor nyelvű irodalmak és népköltészet kutatója, 2007-től professor emeritus († 2014)
- Itt született 1946-ban Szőcs Katalin vegyészmérnök, kémiai szakíró, feltaláló.
- Itt született 1994-ben Bogdan Olarson művész, alkotó, tanár, kutató.